# Distrikt Yauli (Yauli)
Der Distrikt Yauli liegt in der Provinz Yauli in der Region Junín in Zentral-Peru. Der Distrikt wurde am 7. November 1847 gegründet. Er hat eine Fläche von 411 km². Beim Zensus 2017 wurden 5500 Einwohner gezählt. Im Jahr 1993 lag die Einwohnerzahl bei 7256, im Jahr 2007 bei 5953. Sitz der Distriktverwaltung ist die 4100 m hoch gelegene Kleinstadt Yauli mit 3097 Einwohnern (Stand 2017). Yauli befindet sich 26 km südwestlich der Provinzhauptstadt La Oroya. Die Bahnstrecke Lima–La Oroya führt durch den Distrikt. Im Gebiet gibt es mehrere Minen.

## Geographische Lage
Der Distrikt Yauli liegt im Andenhochland im Südwesten der Provinz Yauli. Der Distrikt erstreckt sich über das Quellgebiet des Río Yauli und reicht im Westen bis an die kontinentale Wasserscheide. Im Südwesten befindet sich der Stausee Laguna Pomacocha.
Der Distrikt Yauli grenzt im Westen an die Distrikte San Mateo und Chicla (beide in der Provinz Huarochirí), im Norden an den Distrikt Morococha, im Nordosten an die Distrikte Santa Rosa de Sacco und La Oroya sowie im Osten und im Südosten an die Distrikte Huay-Huay und Suitucancha.

## Ortschaften
Im Distrikt gibt es neben dem Hauptort folgende größere Ortschaften:
- Marh Tunel (301 Einwohner)
- San Cristóbal (453 Einwohner)
- San Miguel (284 Einwohner)
- Viscas (821 Einwohner)